# FIM női gyorsaságimotoros-világbajnokság
A FIM női gyorsaságimotoros-világbajnokság, ismertebb nevén WorldWCR egy gyorsasági motorokkal rendezett világbajnokság, amelyet csak nők számára hoztak létre, szabályait az FIM határozza meg. A Superbike-világbajnokság betétfutamaiként rendezik meg.

## Lebonyolítása
A versenyhétvégék pénteken kezdődnek egy 25 perces szabadedzéssel, majd ezt követi a Superpole, ami meghatározza majd az első futam rajthelyeit. Szombaton és vasárnap egy-egy futamot rendeznek, amiket egy 10-10 perces bemelegítő edzés előz meg. Az első 9 versenyző rajtpozícióját az első futam leggyorsabb körei alapján rangsorolják a második versenynek.
A pilótáknak 18 éven felülieknek kell lenniük. A nevezési díj 25 ezer euró, ebből az összegből biztosítják nekik a részvételhez elengedhetetlenül szükséges eszközöket, a motort, a gumikat, az üzemanyagot és minden mást. A versenyeken jól teljesítők között a Pirelli által biztosított pénznyeremény kerül majd szétosztásra. A Yamaha egyedüli gyártóként a YZF-R7-es konstrukcióját biztosítja a csapatok számára, valamint technikai és logisztikai partnerként is felügyelni fogja az összes műszaki kérdést.

## Pontrendszer
Az első és a második verseny pontozása megegyezik a Superbike-világbajnokságéval.
| Pozíció                            | 1. | 2. | 3. | 4. | 5. | 6. | 7. | 8. | 9. | 10. | 11. | 12. | 13. | 14. | 15. |
| ---------------------------------- | -- | -- | -- | -- | -- | -- | -- | -- | -- | --- | --- | --- | --- | --- | --- |
| Első és második verseny (V1 és V2) | 25 | 20 | 16 | 13 | 11 | 10 | 9  | 8  | 7  | 6   | 5   | 4   | 3   | 2   | 1   |

## Világbajnokok listája
| Év   | Bajnok       | Motor         | Csapat                       |
| ---- | ------------ | ------------- | ---------------------------- |
| 2024 | Ana Carrasco | Yamaha YZF-R7 | Evan Bros Racing Yamaha Team |